# Plesiadapis
Plesiadapis és un dels gèneres d'animals semblants als primats més antics coneguts. Visqueren a Nord-amèrica i Europa fa 58-55 milions d'anys. S'assemblaven una mica als esquirols. Tenien urpes i els seus ulls es trobaven als costats del cap, fent-los més ràpids a terra que als arbres, però començaren a passar temps a les branques baixes dels arbres, menjant fruita i fulles.